# 阿古利亚纳
阿古利亚纳（西班牙語：Agullana）是西班牙加泰罗尼亚赫罗纳省的一个市镇。总面积28平方公里，总人口668人（2001年），人口密度24人/平方公里。